# SNS流行語大賞
SNS流行語大賞（SNSりゅうこうごたいしょう）は、イー・ガーディアン株式会社が毎年発表しているSNSで流行した言葉。Twitter（現X）上で頻繁に使用されたフレーズを調査した結果として発表される。

## 各年の結果

### 2019年
（調査期間：2019年1月1日〜11月23日）
出典：
- 1位 - 平成最後の
- 2位 - 終 制作・著作 NHK
- 3位 - 手取り〇〇万
- 4位 - 俺の勝ち！何で負けたか、明日まで考えておいてください
- 5位 - ～～は不安よな 〇〇、動きます

### 2020年
（調査期間：2020年1月1日〜11月11日）
出典：
- 1位 - StayHome/おうち時間
- 2位 - アベノマスク
- 3位 - アマビエ
- 4位 - 〇〇しか勝たん
- 5位 - 100日後に死ぬワニ
- 6位 - ちゃちゃまる
- 7位 - エアコミケ
- 8位 - ポテトサラダ
- 9位 - ポケモンと生活
- 10位 - うちで踊ろう

部門別
- モノ部門 1位 - マスク
- ゲーム部門 1位 - アプリゲーム「ツイステッドワンダーランド」
- アニメ・漫画部門 1位 - 映画「劇場版『鬼滅の刃』無限列車編」
- 食べ物部門 1位 - ポテトサラダ

### 2021年
（調査期間：2021年1月1日〜11月12日）
出典：
- 1位 - 〇〇ッツォ
- 2位 - でやんす
- 3位 - 八尺様
- 4位 - マツケンサンバ
- 5位 - 飛ぶぞ
- 6位 - 俺たちの菅波
- 7位 - ナウル共和国
- 8位 - 〇〇なさい、シンジくん！
- 9位 - 人間は愚か
- 10位 - 江ノ電自転車ニキ

部門別
- ゲーム部門 1位 - 「ウマ娘」
- アニメ・漫画部門 1位 - アニメ PUI PUI モルカー
- 食べ物部門 1位 - マリトッツォ
- モノ部門 1位 - フタ止めシール

### 2022年
（調査期間：2022年1月1日〜11月7日）
出典：
- 1位 - 〇〇ってコト！？
- 2位 - #silent
- 3位 - #ちむどんどん
- 4位 - おハーブですわ
- 5位 - アーニャ語
- 6位 - ジブリパーク
- 7位 - ミャクミャク様
- 8位 - 富樫先生
- 9位 - 落ち着いて聞いてください
- 10位 - 紙ストロー

部門別
- ゲーム部門 1位 - スプラトゥーン3
- 漫画・アニメ部門 1位 - 漫画・アニメ SPY×FAMILY
- テレビ・映画部門 1位 - 鎌倉殿の13人
- 食べ物・モノ部門 1位 - ヤクルト1000

### 2023年
（調査期間：2023年1月1日〜10月31日）
出典：
- 1位 - かわちい
- 2位 - スイカゲーム
- 3位 - 〇〇した瞬間、終わったわ（強風オールバック）
- 4位 - てぇてぇ
- 5位 - アレ（阪神）
- 6位 - サカバンバスピス
- 7位 - なぁぜなぁぜ
- 8位 - 薩摩ホグワーツ
- 9位 - ナートゥ
- 10位 - 落ち着いて聞いてください

部門別
- ゲーム部門 1位 - ゼルダの伝説 ティアーズ オブ ザ キングダム
- 漫画・アニメ部門 1位 - アニメ 機動戦士ガンダム 水星の魔女 Season2
- ドラマ・映画部門 1位 - 映画 シン・仮面ライダー
- 食べ物・モノ部門 1位 - みそきん

### 2024年
（調査期間：2024年1月1日〜10月31日）
出典：
- 1位 - 猫ミーム（猫マニ）
- 2位 - 好きな○○発表ドラゴン
- 3位 - アザラシ幼稚園
- 4位 - 8番出口
- 5位 - 無課金おじさん
- 6位 - メロい
- 7位 - メイクレシピ
- 8位 - デコピン
- 9位 - お前、あの祠を壊したんか…!?
- 10位 - 厳しいって

部門別
- ゲーム部門 1位 - 学園アイドルマスター
- 漫画・アニメ部門 1位 - 僕のヒーローアカデミア
- ドラマ・映画部門 1位 - 機動戦士ガンダムSEED FREEDOM
- 食べ物・モノ部門 1位 - BeReal.